# Esther (Racine)

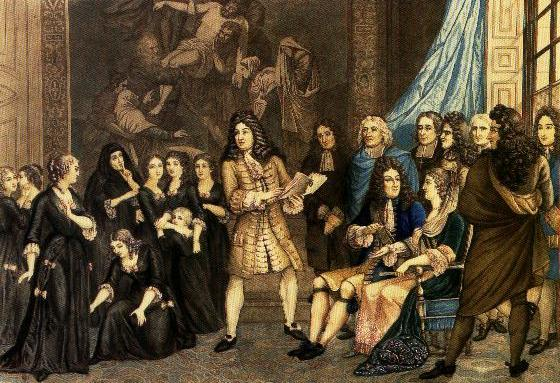
Racine bei einer Probe zu Esther. Anonymus, 1830
Musée national de l'Education, Rouen

Esther ist eine Tragödie in drei Akten des französischen Dichters Jean Racine, mit Musik von Jean-Baptiste Moreau. Die Uraufführung erfolgte am 26. Januar 1689 im Mädchenpensionat von Saint-Cyr.
Die Handlung beruht auf dem biblischen Buch Ester. Das Stück spielt in Susa, im Palast des Königs Ahasverus.

## Handlung
Der Prolog wird von einer Allegorie der Frömmigkeit vorgetragen. Er enthält eine Lobrede auf König Ludwig XIV. und Madame de Maintenon, die Auftraggeberin des Stücks.
Esther berichtet einer vertrauten Freundin, wie sie zur königlichen Favoritin wurde, nachdem sie mit Hilfe ihres Adoptivvaters Mordechai eine Verschwörung gegen den König aufgedeckt hatte. In diesem Moment überbringt Mordechai die Nachricht, dass König Ahasverus auf Anraten von Haman ein Dekret ausgestellt hat, wonach in den kommenden Tagen alle Juden im Perserreich getötet werden sollen.
Haman, ein Abkömmling der Amalekiter,  gesteht einem Hofbeamten seinen Hass auf Mordechai, nachdem ihm dieser immer wieder den gebührenden Respekt verweigert hat und niemals vor ihm niedergekniet ist. Inzwischen hat Ahasverus erfahren, dass Mordechai ihn vor Jahren vor einer Verschwörung bewahrt hat. Der König beauftragt Haman, Mordechai aus diesem Anlass einen Triumphzug zu gewähren. Esther will ihr Volk retten und lädt den König sowie Haman zu einem Essen zu sich nach Hause ein.
Im Gespräch mit seiner Frau schämt sich Haman, dass er dem Juden Mordechai Ehre bezeugen musste. Trotzdem sieht er die Einladung der Königin als Ehrerbietung an. Esther bekennt dem König gegenüber ihre jüdische Herkunft. Ihr Volk hege ihm gegenüber keine Verschwörungsabsichten, und Haman wolle es aus persönlichen Racheabsichten vernichten. Als Haman die Königin um Gnade anfleht und sich ihr zu Füßen wirft, verurteilt ihn der erzürnte König zum Tod und ernennt Mordechai zu dessen Nachfolger. Das Stück schließt mit einem gesungenen Dankgebet des Chores.

## Entstehungsgeschichte
Seit der Aufführung von Phèdre im Jahre 1677 hatte sich Racine vom Theater abgewandt und versah sein Amt als Chronist bzw. Historiograph von Ludwig XIV. Madame de Maintenon, die aus verarmtem Adel stammte, gewann in diesen Jahren einen wachsenden Einfluss bei Hofe. Sie heiratete den Sonnenkönig 1683 unter Ausschluss der Öffentlichkeit und eröffnete 1684 in Saint-Cyr bei Versailles eine Erziehungsanstalt für mittellose weibliche Adlige. Als sie Racine beauftragte, ein Stück mit biblischer Thematik zu schreiben, konnte sich der Hofdichter diesem Wunsch nicht verschließen. In seinem Vorwort erläutert er, hier erstmals seine lange gehegte Absicht zu verwirklichen, wie in den alten griechischen Tragödien den Chor und den Gesang mit der Handlung zu verbinden.
Die Aufführung in Saint-Cyr, bei der alle Rollen von jungen Schauspielerinnen übernommen wurden, wurde zu einem Erfolg. Bald darauf gab Madame de Maintenon eine weitere biblische Tragödie in Auftrag. Athalie, das letzte Theaterstück Racines, wurde 1691 aufgeführt.

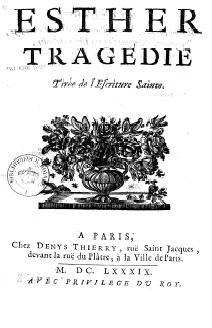
Jean Racine: Esther tragédie; Paris 1689

## Textausgaben
- Esther, Tragédie de Jean Racine. Intermèdes de Jean-Baptiste Moreau. Éd. d'Anne Piéjus, Société Française de musicologie, Paris 2003. [Text und Partitur.]
- Esther. 2014. ISBN 978-2-37976030-3